# Гюнтер, Александр Карлович
Гюнтер (Гинтер) Александр Карлович (19 декабря 1828 ― 5 июня 1898) — русский ботаник-флорист, энтомолог, орнитолог. Статский советник. Организатор и руководитель Олонецкого естественно-промышленного и историко-этнографического музея (ныне — Национальный музей Республики Карелия).

## Биография
Окончил Дерптский университет со званием провизора. С 1857 года — провизор при аптеке Александровского завода, смотритель госпиталя Олонецких горных заводов.
С 1859 года — член Олонецкого статистического комитета.
Действительный член Санкт-Петербургского энтомологического общества (1886) и общества Санкт-Петербургского естествоиспытателей (1870).
С 1871 года действительный член Societas pro Fauna et Flora Fennica в Гельсингфорсе. В 1871, 1876, 1880—1883, 1887 годах предотвратил гибель урожая в Олонецкой губернии от насекомых вредителей. С 19 июля 1878 года — лесничий Остречинского лесничества.
Представитель на очередных и чрезвычайных земских собраниях.
В 1877 году — командирован олонецким губернатором для сбора и описания флоры юго-востока Олонецкой губернии, собрал ботаническую коллекцию, впоследствии переданную в Олонецкий музей.
Член основанного в 1877 году Петрозаводского музыкально-драматического общества, преподаватель музыки в Олонецкой мужской гимназии
Участник съезда естествоиспытателей и врачей 1879 года в Санкт-Петербурге. Специально для съезда им была подготовлена статья «Материалы к флоре Обонежского края», в которой дано описание 619 растений. На основании собственных исследований, а также материалов экспедиций финских ботаников и энтомологов Нюландера, Норлина, Залберга также привел в этом исследовании характеристику растительности Обонежья.
С 1 апреля 1881 года — старший запасной лесничий, заведующий горнозаводскими дачами Алексадро-Кончезерского лесничества.
.
С 11 января 1885 года — окружной лесничий Олонецких горных заводов.
В 1883 году опубликовал в «Лесном журнале» статью «Несколько слов о ветровале в декабре 1879 года в Олонецкой губернии и значении жуков Xyloterus lineatus и Monohammus Sartou».
С 1889 году — заведующий Олонецким естественно-промышленным и историко-этнографическим музеем. Для музея им были собраны гербарий, коллекции насекомых (более 1000 экземпляров), яиц птиц, окаменелостей, орудий каменного века. Произведена систематизация коллекций.
Умер от воспаления легких, простудившись на репетиции петрозаводского городского оркестра. Похоронен на лютеранском кладбище Петрозаводска.

## Награды
- Орден Святого Владимира 4-й степени.
- Орден Святой Анны 3-й степени.
- Орден Святого Станислава 2-й и 3-й степеней.
- Знак отличия за поземельное устройство крестьян

## Публикации
- Список бабочек, собранных Гюнтером в 1859—1867 гг. в Олонецкой губернии // Материалы для познания Онежского озера и Обонежского края преимущественно в зоологическом отношении. — СПб., 1868. — С. 184—194.
- Гюнтер А. К. Материалы для познания флоры Олонецкой губернии /А. К. Гюнтер // Памятная книжка Олонецкой губернии на 1867 г. — Петрозаводск, 1868. — С. 184—194.
- Гюнтер А. К. Материалы к флоре Обонежского края // Труды Санкт-Петербургского общества естествоиспытателей. 1880. Т. 11. Вып. 2. С. 17 — 60.
- Гюнтер А. К. Список чешуекрылых, найденных в Олонецкой губернии. // Известия Санкт-Петербургской Биологической Лаборатории. 1896. Т.1. Вып 3. С.21-33.
- Краткое наставление по борьбе с вредными насекомыми в Олонецкой губернии, составленное членом корреспондентом энтомологического бюро при Департаменте земледелия А. К. Гинтером. Петрозаводск. Губернская типография. 1897.